# حنا سایی ناصری
حنا سایی ناصری مربوط به اواخر دوره قاجار است و در یزد، خیابان کاشانی، کوی مازیها واقع شده و این اثر در تاریخ ۹ اردیبهشت ۱۳۸۲ با شمارهٔ ثبت ۸۵۴۱ به‌عنوان یکی از آثار ملی ایران به ثبت رسیده است.